# Sevel
 (aout 2018).
Sevel S.p.A (Società Europea Veicoli Leggeri - Société Européenne de Véhicules Légers) est une société conjointe PSA Peugeot Citroën - Fiat Auto, spécialisée dans la production de véhicules utilitaires et monospaces créée en 1978. 
SEVEL Sud, le centre de production Sud, sous la direction de Fiat SpA, situé dans une zone industrielle appartenant à la commune Atessa dans la vallée du Sangro, sur la côte adriatique, près de Pescara, dans les Abruzzes (Italie), a fabriqué en 2003 plus de 213 000 véhicules utilitaires (Citroën Jumper/Relay - Fiat Ducato II - Peugeot Boxer/Manager) avec un effectif de 4 515 personnes.
SEVEL Nord, Le centre de production Nord, sous la direction de PSA Peugeot Citroën, à Hordain (Lieu-Saint-Amand) près de Valenciennes dans le Nord-Pas-de-Calais (France), fabrique les monospaces Citroën C8 - Fiat Ulysse II - Lancia Phedra - Peugeot 807 et les utilitaires légers Fiat Scudo, Citroën Jumpy/Dispatch et Peugeot Expert. La production des Fiat Ulysse et Lancia Phedra a été arrêtée en fin d'année 2010, celle des Peugeot 807 et Citroen C8 s'est arrêtée, elle, en juin 2014. La production du Fiat Scudo s'est arrêtée à l'automne 2012. Le 11 juillet 2012, les deux entreprises partenaires (FIAT et PSA), ont informé que PSA reprendrait la participation de FIAT dans SEVEL Nord avant la fin 2012, confirmant la fin de la coopération sur SEVEL Nord en 2017.
Concernant l'usine SEVEL Sud dans la vallée de Sangro en Italie, PSA et Fiat ont reconduit leur partenariat jusqu'en 2019.
En 2021, à la suite de la formation du groupe Stellantis, lié au rachat de l'ex-groupe FCA par l'ex-groupe PSA Peugeot-Citroën, Sevel est absorbé en 2022.

## Modèles fabriqués
- Citroën Évasion - Fiat Ulysse I - Lancia Zeta - Peugeot 806
- Citroën C8 - Fiat Ulysse II - Lancia Phedra - Peugeot 807
- Citroën Jumpy/Dispatch - Fiat Scudo - Peugeot Expert
- Citroën Jumpy/Dispatch II - Fiat Scudo II - Peugeot Expert II - Toyota ProAce

## Résultats commerciaux
Leaders incontestés sur le marché européen[Information douteuse], les deux constructeurs ont décidé d’augmenter de 30 %, à partir de 2007, la capacité de l’usine de Val di Sangro, en Italie, où le Fiat Ducato et ses clones sont produits, pour passer d'un potentiel de 200 000 unités à 260 000 véhicules.
La répartition se fait à environ 60 % pour Fiat et 40 % pour PSA.
Production par modèle depuis 2000 dans l'usine Fiat-Sevel Sud :
| Année | Prod. Totale | Fiat Ducato | Peugeot Boxer | Citroën Jumper |
|       |              |             |               |                |
| 2000  | 205 317      | 106 464     | 61 008        | 37 845         |
| 2001  | 220 435      | 126 321     | 65 485        | 41 806         |
| 2002  | 233 612      | 127 351     | 54 425        | 38 659         |
| 2003  | 213 537      | 124 972     | 46 690        | 41 875         |
| 2004  | 219 125      | 126 166     | 47 038        | 45 921         |
| 2005  | 200 854      | 110 379     | 42 674        | 47 801         |
| 2006  | 217 866      | 129 796     | 43 879        | 44 191         |
| 2007  | 262 711      | 154 308     | 56 629        | 51 774         |

Chiffres OICA.
Fiat Professional est le 6e constructeur mondial, PSA se place au 8e rang.
Nota: Le Fiat Ducato est également fabriqué au Brésil (6 000 ex par an) et en Russie (15 000 ex par an depuis 2007).

## Fiat Fiorino 2007
En 2005, l'alliance s'est enrichie avec le projet de produire un nouvel utilitaire léger urbain baptisé du nom de code « Minicargo », adapté aux livraisons dans les centres-villes. Conçu en coopération par Fiat avec PSA, sur la plateforme de la Fiat Panda II, le véhicule a été présenté au Salon Transpotec-Logitec de Milan le 2 octobre 2007. Sa commercialisation a débuté en novembre 2007 sur le marché italien et dès les premières semaines de 2008 sur les autres marchés européens. Le nouveau véhicule est fabriqué à Bursa par la filiale turque du groupe Fiat : Tofas.
Comme pour le Fiat Ducato, il est commercialisé par les trois constructeurs sous les noms :
- Fiat Fiorino,
- Peugeot Bipper
- Citroën Nemo.

Sevel était aussi le nom de la société commune qui regroupait les fabrications de Fiat Concord et de PSA en Argentine, créée en 1980 et jusqu'à sa dissolution en 1995 lorsque Fiat reprit son indépendance.